# Hypolimnas deceptor
Hypolimnas deceptor is een vlinder uit de familie Nymphalidae. De wetenschappelijke naam van de soort is voor het eerst geldig gepubliceerd in 1873 door Roland Trimen.